# Smilax glabra
Smilax glabra är en enhjärtbladig växtart som beskrevs av William Roxburgh. Smilax glabra ingår i släktet Smilax och familjen Smilacaceae. Inga underarter finns listade.